# サムライエボリューション 桜国ガイスト
『サムライエボリューション 桜国ガイスト』（Samurai Evolution／おうこくがいすと）は、株式会社エニックス（現スクウェア・エニックス）が2002年9月20日に発売したゲームボーイアドバンス専用ゲームソフト。架空の世界「桜国」を舞台としたロールプレイングゲーム。企画を合資会社ティーセット、開発を株式会社タムタムが担当した。

## 概要
本作は『Vジャンプ』（集英社）とのタイアップを実施し、モンスターのデザインやミニイベント案などをVジャンプの読者から一般募集した。作品のタイトルも読者から募集され、最終候補まで残った「サムライエボリューション」と「桜国魂」を組み合わせたものに決定された。

## ゲームシステム
エクスと呼ばれる生命体を仲間にすることで、エクスを武器として使用できる。いろいろな場所に秘密が隠されており、秘密を知ることで発生するイベントが100種類以上ある。また、通信プレイに対応しており、対戦や交換ができる。

## 登場人物
本田 正宗
本田 輝夜
サクラ
火神 虎徹
松平 勇姫
フェイ
ハジメ
火神 臨是
トキオ
シルヴァーン
桃華
サキ
叢雲のアキラ
邪眼のオボロ

## 関連書籍
- Vジャンプブックス 桜国ガイスト、集英社、2002年
- 漫画 桜国ガイスト、ヤマシタコウジ（ガンガンパワード秋号掲載）、エニックス、2002年9月